# Aéroport de Turku
L'aéroport de Turku (code IATA : TKU • code OACI : EFTU) est le sixième aéroport de Finlande par le trafic passagers. Situé à 8 km au nord-est de la ville de Turku, il dessert la troisième agglomération du pays et la région de Finlande du Sud-Ouest. En 2012, 454 948 passagers ont transité par l'aéroport.

## Situation
| \| 50 km1:2 811 000 \| Enontekiö Helsinki-Malmi Helsinki-Vantaa Ivalo Joensuu Jyväskylä Kajaani Kemi-Tornio Kittilä Kokkola-Pietarsaari Kuopio Kuusamo Lappeenranta Mariehamn Oulu Pori Rovaniemi Savonlinna Tampere Turku Vaasa Varkaus |
| 50 km1:2 811 000 |

## Compagnies et destinations
| Compagnies            | Destinations                                                           |
| --------------------- | ---------------------------------------------------------------------- |
| airBaltic             | Riga                                                                   |
| Amapola Flyg          | Mariehamn                                                              |
| Finnair               | Helsinki-Vantaa En saison : Kittilä                                    |
| Scandinavian Airlines | Stockholm-Arlanda                                                      |
| Sunclass Airlines     | En saison Charter : Las Palmas/Gran Canaria, Ténériffe-Sud Reine Sofia |
| Wizz Air              | Gdańsk-L. Wałęsa, Rome Léonard-de-Vinci/Fiumicino                      |

Édité le 18/02/2020  Actualisé le 01/03/2023

## Galerie

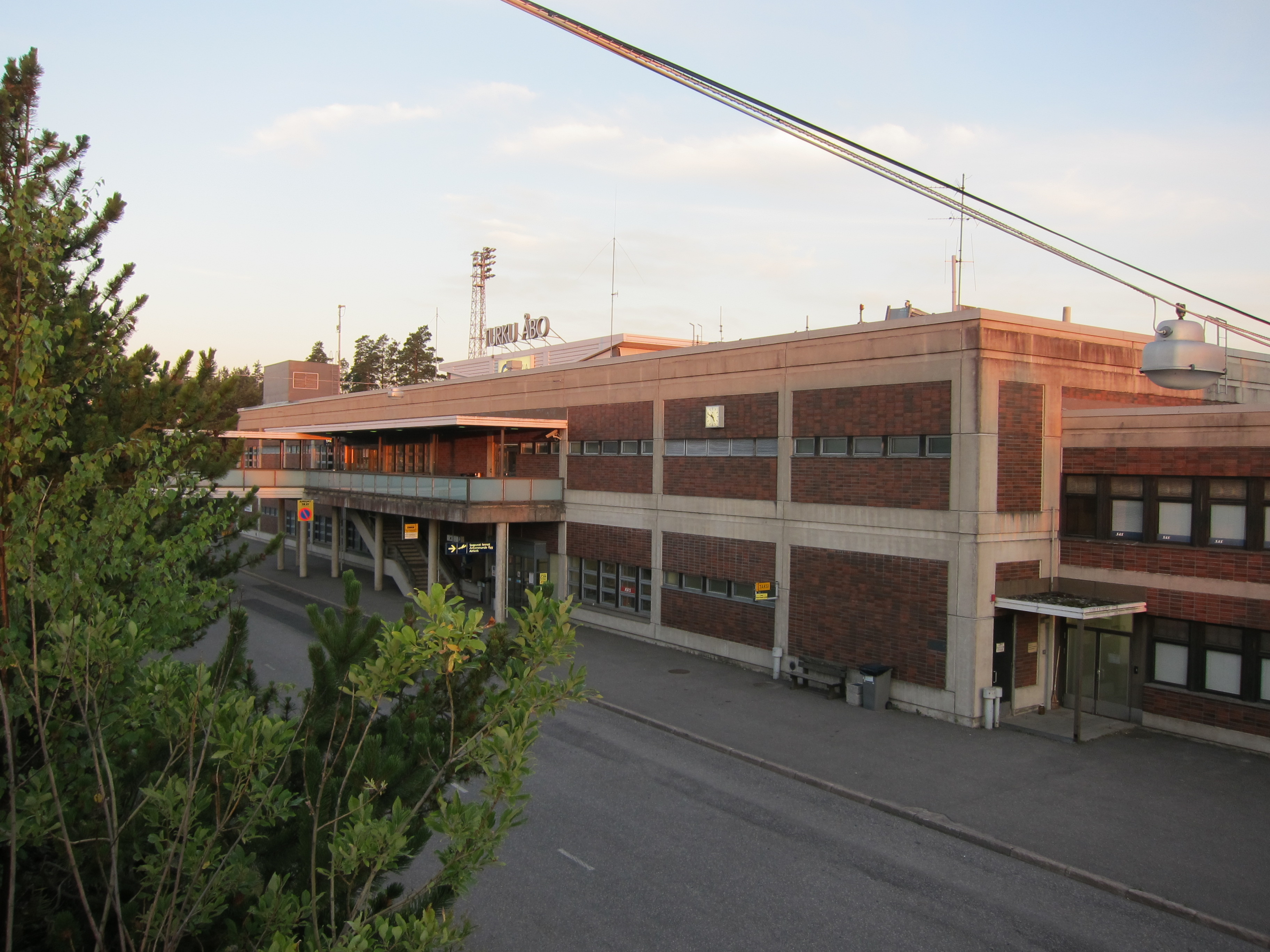
Le terminal 1
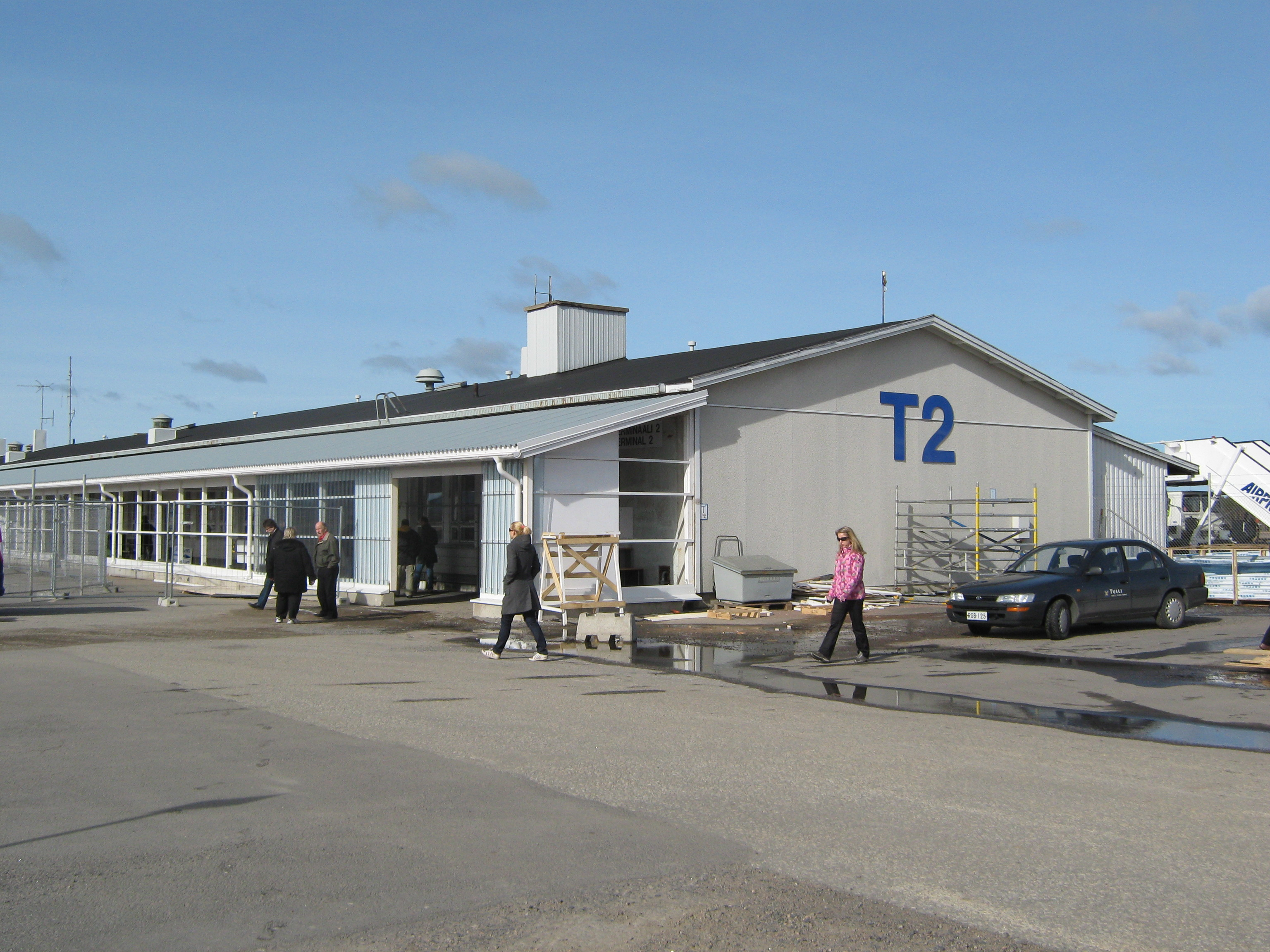
Le terminal 2, est le terminal des vols à faible coût de Turku
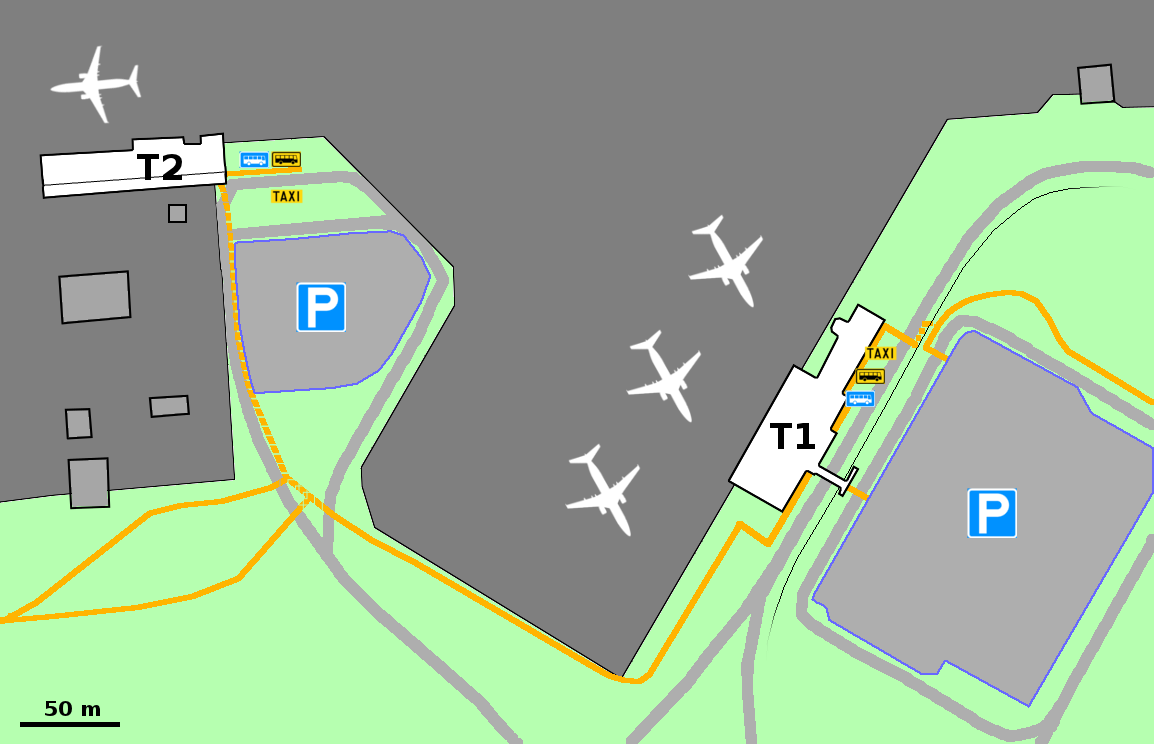
Halls d'accueil des passagers

## Statistiques

### Passagers
Pour des raisons techniques, il est temporairement impossible d'afficher le graphique qui aurait dû être présenté ici.

Voir la requête brute et les sources sur Wikidata.
| Année | Passagers | Evolution |
| ----- | --------- | --------- |
| 2006  | 339 920   | + 3,6 %   |
| 2007  | 308 782   | − 9,2 %   |
| 2008  | 318 097   | + 3,0 %   |
| 2009  | 278 021   | − 12,6 %  |
| 2010  | 357 259   | + 28,5 %  |
| 2011  | 377 533   | + 5,7 %   |
| 2012  | 454 948   | +20 %     |
| 2013  | 324 667   | −28,6 %   |

### Le fret

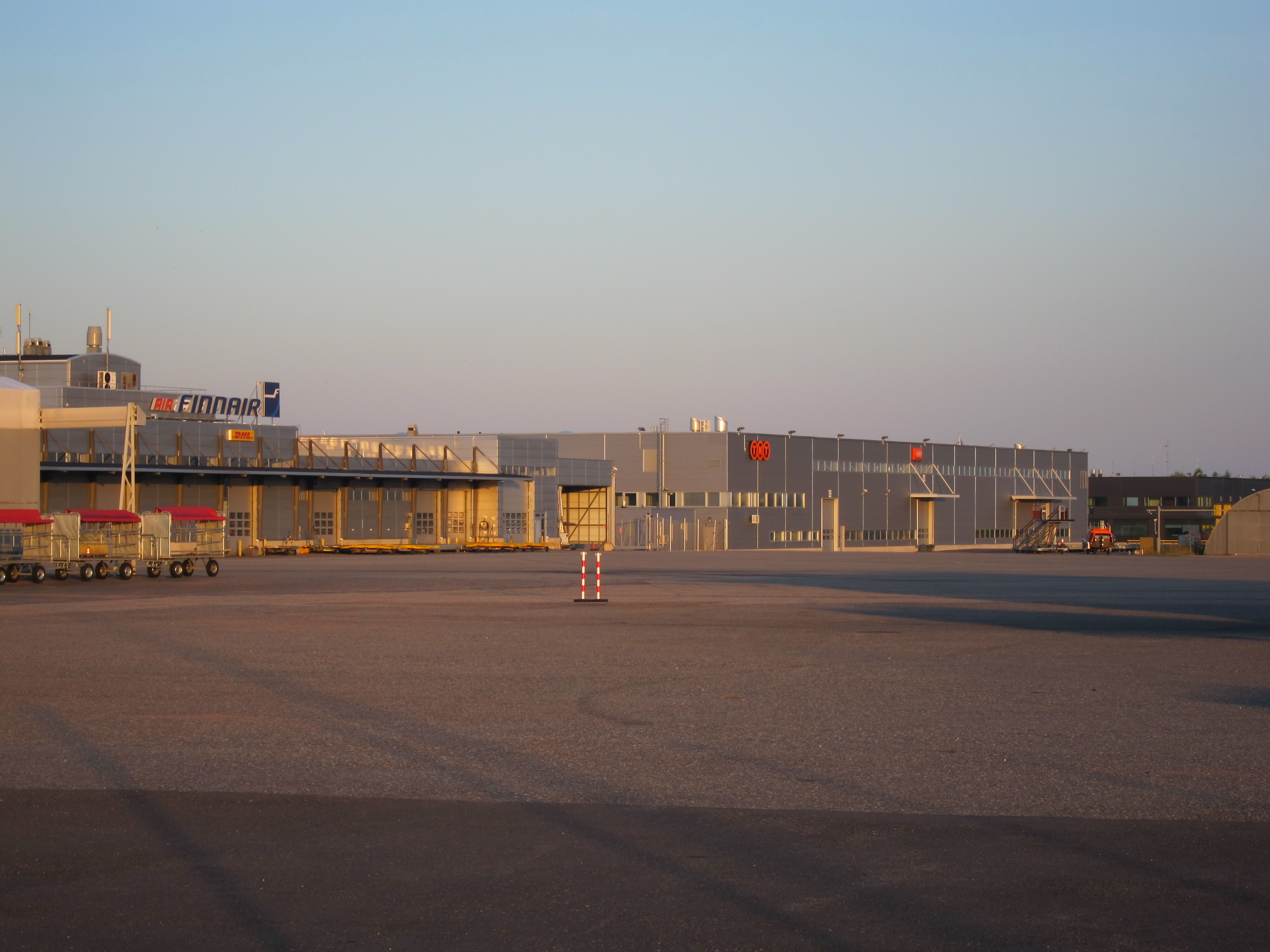
Les aérogares de fret

| Année | Tonnes de fret | Evolution |
| ----- | -------------- | --------- |
| 2006  | 3 278          | + 9,8 %   |
| 2007  | 3 459          | + 5,5 %   |
| 2008  | 4 695          | + 35,7 %  |
| 2009  | 6 919          | + 47,4 %  |
| 2010  | 7 061          | + 2,1 %   |
| 2011  | 7 853          | + 11,2 %  |

## Histoire
À partir de 1927, le premier site d'atterrissage de la ville de Turku est une installation accueillant les hydravions venus de Stockholm, située sur l'île de Ruissalo. Le premier véritable aérodrome est inauguré en 1935 dans le quartier d'Artukainen; c'est le premier du pays, qui sera suivi par de nombreux autres sites à proximité des principales villes au cours des années précédant la guerre d'Hiver. L'aéroport est au cours des années suivantes relié depuis Helsinki-Malmi, Pori, Vaasa ou Stockholm.
En 1955, l'aéroport est déplacé jusqu'à son emplacement actuel, en bordure de la commune de Rusko. Les années 1990 et 2000 voient de nombreux travaux augmenter la capacité du terminal passager et plus encore celle du terminal fret.

## Les liaisons de transport

### en bus
- la ligne 1 (Port de Turku, place du Marché, gare routière de Turku)

## Utilisation de l'aéroport
La proximité de l'aéroport international d'Helsinki-Vantaa (moins de 150 km) rend la liaison vers la capitale peu attractive, hormis dans le cadre de préacheminements. Les autres vols nationaux sont peu développés, concernant principalement les vols de Wingo xprs vers Tampere et Oulu et des liaisons effectuées par les avions de petite taille de la compagnie locale Turku Air, vols charters nationaux ou liaisons vers Mariehamn.
Les liaisons internationales représentent 60 % des passagers, qu'il s'agisse des vols vers Stockholm (Blue1), Copenhague (SAS) ou des charters saisonniers. L'aéroport est également en cours d'agrandissement pour accueillir plus efficacement des compagnies à bas prix, la première à s'installer étant Wizz Air qui relie Gdansk à Turku deux fois par semaine. Ryanair  relie aussi l'Espagne, Londres et la Belgique plusieurs fois par semaine.